# Mordella sororcula
Mordella sororcula là một loài bọ cánh cứng trong họ Mordellidae. Loài này được Berg miêu tả khoa học năm 1889.